# Saif al-Rahbi
Saif al-Rahbi (en arabe: سيف الرحبي,), né à Suroor à Oman en 1956, est un poète et essayiste omanais.

## Biographie
Il s'installe au Caire en 1970 et y étudie le journalisme. Puis, il vit à Damas, en Algérie, à Paris et à Londres. À son retour, il fonde le magazine Nizwa.
Il a travaillé pour le magazine Banipal et il a été membre du jury du Prix Booker en 2010 et du projet Beirut39 en 2009-2010.